# 茶園成樹
茶園成樹（日语：／ Chaen Shigeki，1961年4月—），日本法學家、智慧財產權法學者。現任大阪大學高等司法研究科教授、文部科學省文化審議會委員、著作權分科會座長。

## 立場

### 呼籲封鎖盜版漫畫網站
2018年，日本漫畫家協會等團體指出，盜版網站在沒取得版權之下便將漫畫、雜誌等PO上網，該協會有感於事態嚴重，故罕見地準備在網站上發表呼籲讀者勿再使用盜版網站的聲明。根據NHK報導，付費的網路漫畫網站近幾年來在日本市場快速成長，「出版科學研究所」指出，去年日本國內的營業額達1711億日圓。然而日本經濟產業省2014年彙整的報告指出，盜版漫畫的受害金額達500億日圓，受害情形相當嚴重。
時任文化廳審議會委員、也是熟悉著作權法的大阪大學教授茶園成樹指出，將漫畫非法複製並PO上網是侵犯版權的違法行為，但若PO到海外的伺服器上則很難加以規範管制，即使要求對方刪除，也有許多不予回應的情形。茶園指出，「雖然必須考慮到言論自由，但對於只登盜版的惡質網站應該加以規範，例如將該網站封鎖，使其在日本國內無法觀看。」

### 「創作性」之例外排除
2018年，葡萄牙設計師Hugo Reis在臉書上表示，台灣嘉義燈會的裝置藝術「嘉藝之光」與其所設計的作品「Eclipse」高度相似。而負責設計的衍象設計實驗室也迅速地在臉書上澄清，認為：在視覺上雷同之處，緣起於雙方作品以數學幾何進行設計分析及管狀材料工法的限制；同時公開設計手稿及製作流程等等。
法律普及傳媒「法操」在解釋相關爭議時，援引茶園成樹教授之作品。首先法操之文章指出，章忠信教授認為我國實務上，在判斷原創性上大多有3個標準：是否係獨立創作完成，而非抄襲自他人著作者；是否為自然人之精神創作，而非其他動物之智慧成果；及是否足以表現著作人之個性或獨特性。符合上述3點要求者，通常就會認定具有原創性。而日本著作權法上沒有「原創性」一詞，取而代之的是「創作性」。日本法上的創作性，基本上與台灣對創作性的定義相同，但在例外的情況下則否定具有創作性。根據茶園成樹教授著作中的整理，他認為在3種情況下，會例外排除創作性：模仿、複製已經存在的著作；表現物是「常見的表現」；只能使用該表現方式才能表現作品概念。